# Nybrostrand
Nybrostrand ist ein Dorf (tätort) in der Gemeinde Ystad in Schonen (Schweden). Im Jahr 2015 lebten im Ort 1061 Menschen. Er liegt an der Ostseeküste an der Mündung des Nybroåns und umfasst zahlreiche Ferienhäuser. Nybrostrand wird vom Riksväg 9 durchquert, der den Ort mit dem etwa 7,5 Kilometer in westlicher Richtung entfernten Ystad verbindet.

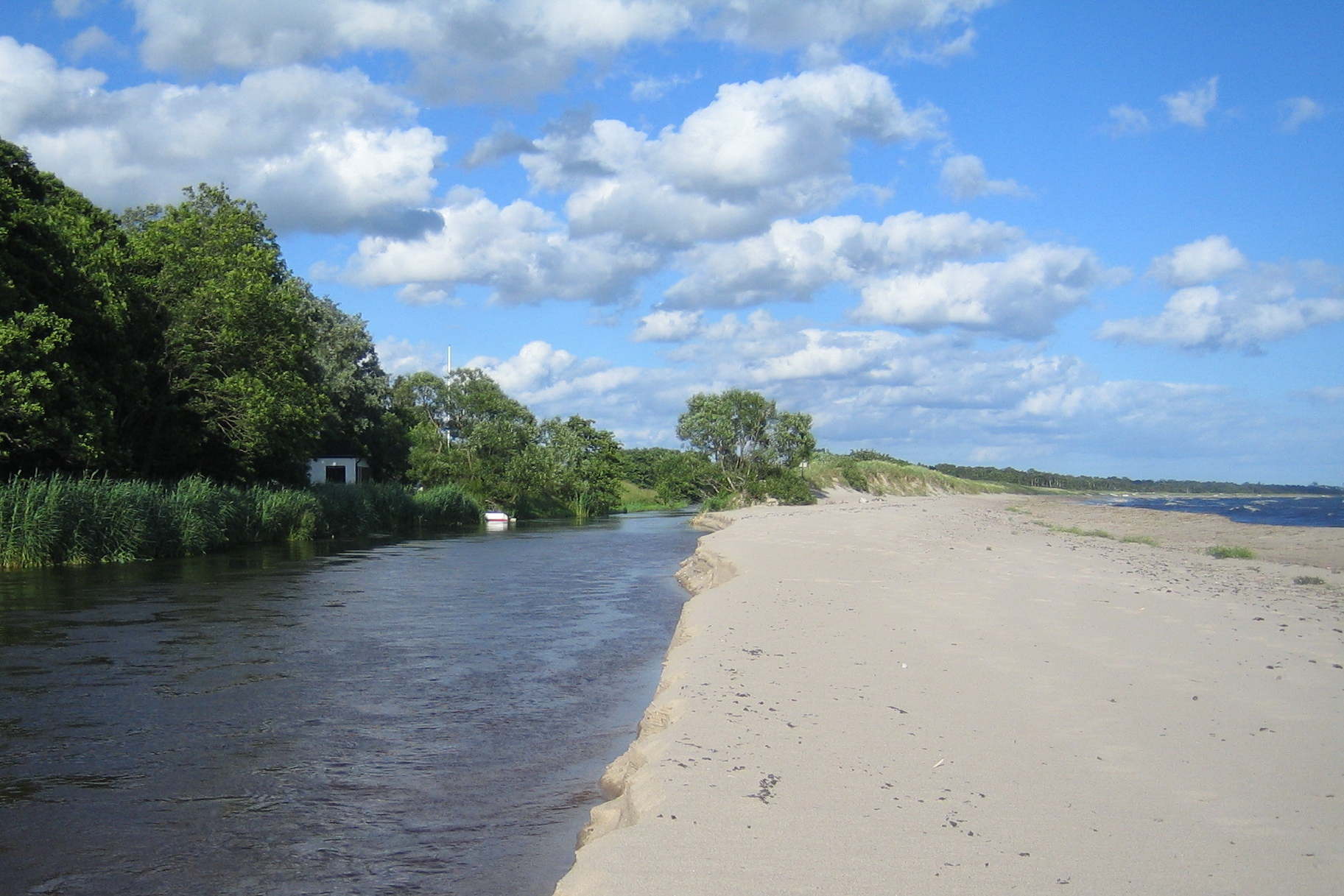
Mündung des Nybroån in Nybrostrand